# 18e dynastie van Egypte
De 18e dynastie (1550-1292 v.Chr.) is de eerste dynastie van het Nieuwe Rijk na de verdrijving van de Hyksos door Ahmose I die daarmee deze dynastie stichtte.
Het is misschien wel de bekendste van alle dynastieën van het oude Egypte. Naast een aantal van Egyptes machtigste farao's, kende deze dynastie ook zwakkere figuren, zoals Toetanchamon. Diens graf, ontdekt door Howard Carter in 1922, was een van de grootste archeologische vondsten aller tijden, omdat het volledig gespaard was gebleven van grafrovers. De dynastie staat ook wel bekend onder de naam Thoetmosidische dynastie, omdat elk van de vier farao's die onder de naam Thoetmosis regeerden als goede heersers worden beschouwd. Ahmose, haar dochter Hatsjepsoet, en misschien twee andere van een handvol inheemse vrouwen van wie bekend is dat zij tot farao werden gekroond, regeerden tijdens deze periode, net zoals Achnaton (ook wel bekend als Amonhotep IV), de "ketterse farao" die samen met zijn vrouw Nefertiti trachtte de macht te breken van de machtige priesters van Amon-Ra door van Aton de nieuwe oppergod te maken.
De periode waarin deze dynastie regeerde wordt samen met de regeerperioden van de negentiende en twintigste dynastie het Nieuwe Rijk genoemd.

## Heersers van de 18e dynastie
Er was geen breuk in de opvolging van de koninklijke familie tussen de 17e en 18e dynastie. Feitelijk was dit dezelfde familie van van oorsprong Thebaanse prinsen.
Ramses II liet in zijn dodentempel de grote stichters van het Egyptische Rijk afbeelden: Menes als stichter van het Oude Rijk, Mentoehotep II als stichter van het Middenrijk en Ahmose I als stichter van het Nieuwe Rijk.
Ook de historicus Manetho, die ten tijde van de Ptolemaeën schreef, zou de definitieve verdrijving van de Hyksos, nadat deze bijna een eeuw lang Egypte hadden overheerst en het herstel van de inheemse Egyptische heerschappij over Opper- en Neder-Egypte als belangrijk genoeg beschouwd hebben om de regeerperiode vanaf Ahmose I een nieuwe dynastie te noemen. De verovering van de stad Avaris zou hierbij als een breekpunt worden gezien.

### Ahmose I

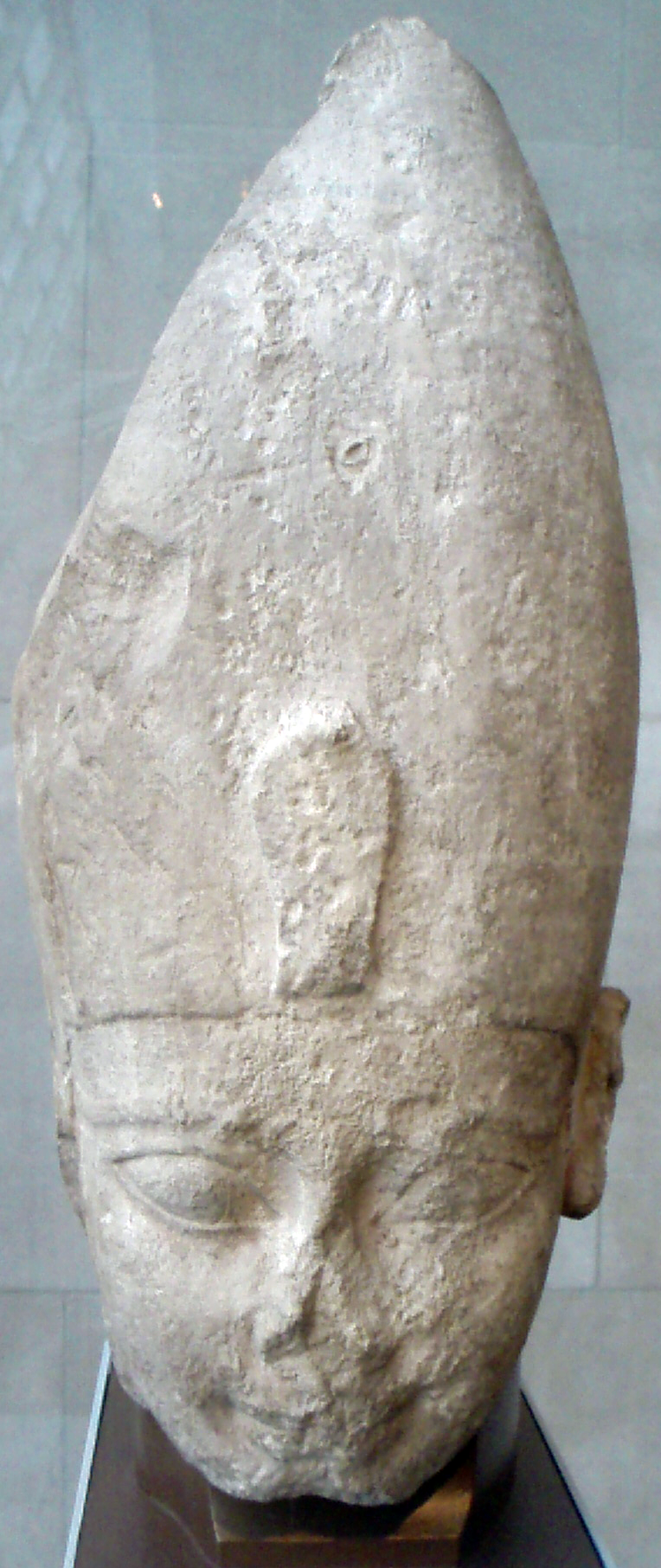
Een fragmentair beeld van Ahmose (Metropolitan Museum of Art, New York)

Ahmose I was een broer van Kamose, de laatste farao van de 17e dynastie, en behoorde aldus tot het Thebaanse koningshuis. Nadat zowel zijn vader, Ta'a II, als zijn broer waren omgekomen in hun strijd tegen de Hyksos werd hij koning. Omdat hij bij zijn troonsbestijging nog een kind was, nam koningin moeder Ahhotep het regentschap waar. Zij was ook degene die zorgde dat de Hyksos de finale slag werd toegebracht. Toen Ahmose in het elfde regeringsjaar meerderjarig werd beschouwd, nam hij de strijd op waar zijn voorgangers die hadden moeten staken. Hij verdreef de Hyksos en breidde daarna het Egyptische rijk uit tot ver in Palestina. Ook drong hij in het zuiden door tot aan de derde cataract. Hij liet een verenigd Egypte achter, met een sterk verbeterde economische positie.

### Amenhotep I

Het Nieuwe Rijk rond 1450 v.Chr.

Bij het overlijden van Ahmose was diens zoon Amenhotep nog te jong om zelf te regeren, waardoor ook bij hem - net zoals bij zijn vader voor hem - zijn eerste regingsjaren door zijn moeder, Ahmose-Nefertari, als regentes werden waargenomen. Toen hij oud genoeg was om zelf de teugels in handen te nemen, zou Amenhotep I de macht van Egypte nog verder uitbreiden, al schijnt hij niet zijn macht in de Levant te hebben geconsolideerd. Hij zette de wederopbouw van de tempels in Opper-Egypte voort en bracht een revolutie in het ontwerp van het grafcomplex teweeg door zijn graf te scheiden van zijn dodentempel, een trend die zich gedurende heel het Nieuwe Rijk zou doorzetten. Hij stichtte het dorp Deir el-Medina, waar de arbeiders en kunstenaars woonden die de koningsgraven van de Vallei der Koningen uithakten en decoreerden. Na zijn dood werd hij samen met zijn moeder Ahmose-Nefertari vergoddelijkt als beschermgod en -godin van de Thebaanse necropolis.

### Thoetmosis I
Thoetmosis was geen zoon van Amenhotep I, die waarschijnlijk kinderloos stierf, maar behoorde wellicht door bloedverwantschap tot de dynastie. Hij was de zoon van een ons onbekende vader (mogelijk een militair) en een zekere Seniseneb/Senseneb, waarvan wel wordt gezegd dat zij een jongere dochter van Ahmose I was. Er wordt ook wel gezegd dat zijn huwelijk met Ahmose hem de troon heeft opgeleverd, omdat zij mogelijk tot de koninklijke familie behoorde. Thoetmosis I staat vooral bekend om zijn militaire activiteiten. Zo weten we uit de autobiografie van Ahmose, zoon van Abana (die in zijn tombe was aangebracht) dat Koesj bij Thoetmosis' troonsbestijging in opstand kwam en dat Thoetmosis - aldus Ahmose, zoon van Abana - eigenhandig de Koesjitische koning zou hebben gedood. In de eerste jaren van zijn regering bereikte hij de Eufraat en drong in het zuiden door tot aan de vierde cataract.

### Thoetmosis II
Thoetmosis' opvolger Thoetmosis II lijkt een zwak figuur te zijn geweest, die met enkele kleine campagnes nog niet eens aan de enkels van zijn vader reikte. Sommige geleerden veronderstellen dat hij werd gedomineerd door zijn halfzus en echtgenote Hatsjepsoet omdat deze naast hem en soms alleen verscheen op reliëfs in Karnak.

### Hatsjepsoet & Thoetmosis III
Zijn zoon, Thoetmosis III, was te jong om te regeren en dus werd de vrouw van Thoetmosis II, Hatsjepsoet, regent voor Thoetmosis III.
In het zevende jaar van Thoetmosis III riep Hatsjepsoet zichzelf uit tot farao en regeerde tot aan haar dood in het 22ste jaar van Thoetmosis III. Hiermee werd Hatsjepsoet Egyptes allereerste vrouwelijke farao. Ondanks deze drastische greep naar macht werd Thoetmosis III nooit door haar afgezet. Op vele hiërogliefen staan Hatsjepsoet en Thoetmosis III samen afgebeeld, al staat Hatsjepsoet meestal op de voorgrond. Thoetmosis III trouwde later met Hatsjepsoets dochter Neferoere.
Hatsjepsoet herstelde de internationale handelsbetrekkingen die verloren waren gegaan in de strijd tegen de Hyksos, ondernam een handelsexpeditie naar het land Poent en richtte diverse imposante bouwwerken op door heel Egypte. 
Na haar dood nam Thoetmosis III de macht volledig over en ondernam militaire campagnes in Palestina en Koesj. Pas laat in zijn regering begon hij de herinneringen aan de regering van Hatsjepsoet uit te wissen, door haar naam van verschillende monumenten te laten verwijderen en te laten vervangen door de naam van zijn zoon, de latere Amenhotep II.

### Amenhotep II

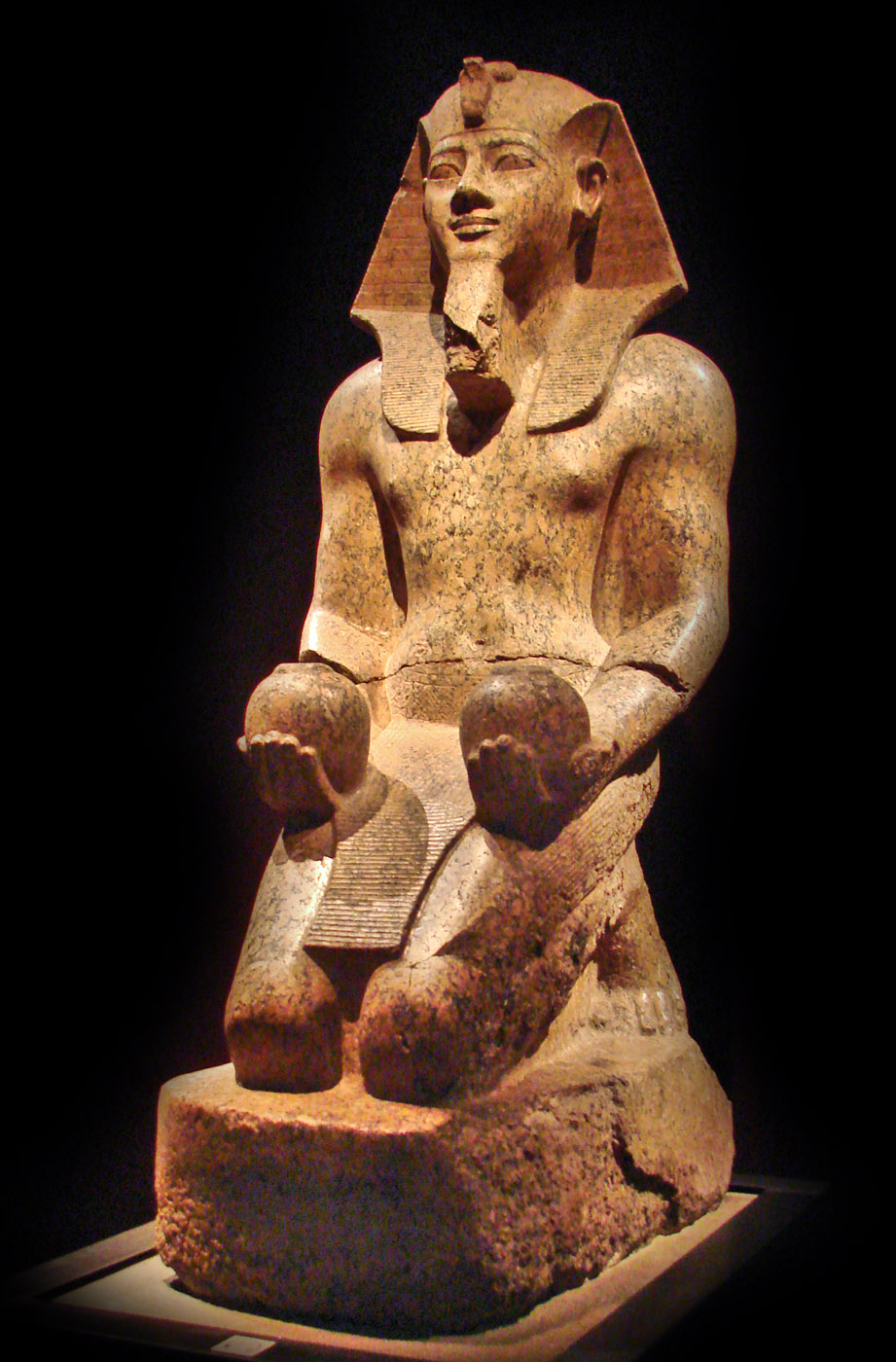
Standbeeld van Amenhotep II (Egyptologisch Museum, Turijn).

Amenhotep II volgde zijn vader Thoetmosis III op en zou net als hij verscheidene militaire campagnes voeren en ook opstanden moeten zien neer te slaan in Koesj en Syrië. Daarnaast was hij echter ook een goed diplomaat, die vrede wist te bewerkstelligen met de Mitanni en ook de Babyloniërs en Hettieten wist over te halen vrede met elkaar te sluiten. De farao liet zich voorstaan op zijn kracht en sportiviteit. Men heeft ook opgemerkt dat zijn echtgenotes niet werden uitgespeeld in de propaganda, wat mogelijk te maken had met de regering van Hatsjepsoet.

### Thoetmosis IV
Vervolgens regeerde Thoetmosis IV. Deze schijnt negen jaar en acht maanden te hebben geregeerd (Manetho), maar Egyptologen denken dat het tien jaar is. Tijdens zijn regering moest hij een opstand neerslaan in Koesj en hij werd overheerser van Syrië genoemd. Thoetmosis IV had goede banden met de Mitanni en trouwde na vele onderhandelingen met een Mitanni-prinses.
Thoetmosis IV zou aan het begin van zijn regering zichzelf hebben gelegitimeerd door de sfinx van Gizeh op te graven uit het woestijnzand waaronder het bedolven was. In een inscriptie, gevonden tussen de poten van de sfinx, wordt verhaald hoe Thoetmosis als prins een droom kreeg waarin de sfinx van Gizeh hem vroeg haar uit het zand te bevrijden, hetgeen hij dan ook deed.

### Amenhotep III

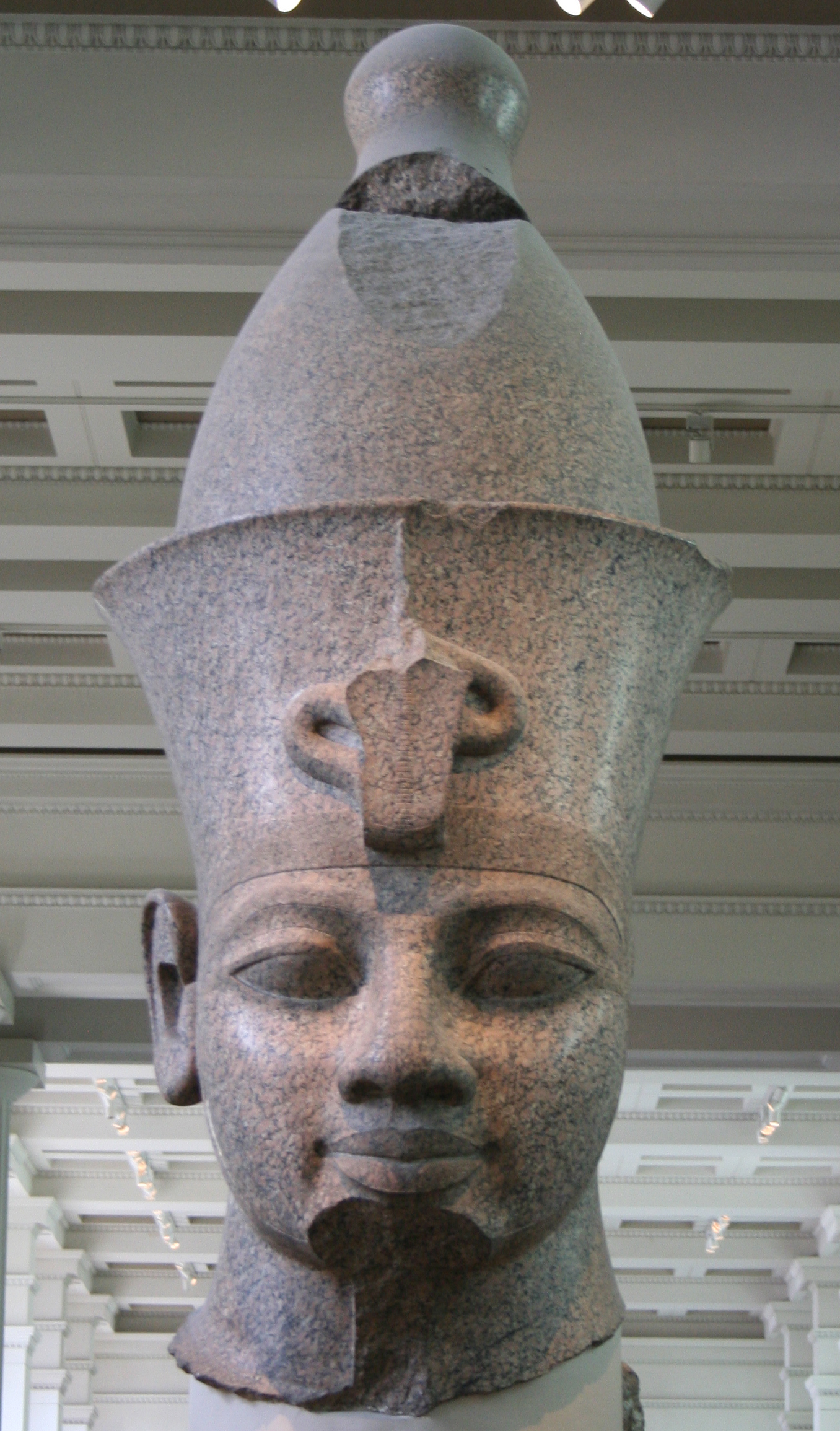
Kolossale granieten hoofd van Amenhotep III (British Museum, 2,90 m hoog).

Amenhotep III volgde Thoetmosis IV op. Zijn regering, die achtendertig jaar zou duren, was een periode van vrede en overvloed. Dit blijkt ook uit de grootschalige koninklijke monumenten die hij optrok en ook leden van zijn hof spreidden hun rijkdom maar al te graag ten toon. Op buitenlands vlak koos Amenhotep III ervoor - buiten voor Nubië - de diplomatieke kaart te trekken en hij onderhield dan ook een correspondentie met de koningen van de Hittieten en de Mitanni.
Zijn bouwprogramma had zowel een religieuze, waarbij hij verscheidene goden met de zon in verband bracht, als propagandistische kant, waarbij de koning als krijger werd voorgesteld.

### Achnaton (Amenhotep IV) & Smenchkare
De regering van Amenhotep IV bracht enkele opmerkelijke veranderingen: in zijn vijfde regeringsjaar veranderde de farao zijn naam in Achnaton en hij stichtte een nieuwe hoofdstad die hij Achetaton noemde. Hij liet alle tempels sluiten en zorgde ervoor dat men voortaan slechts een god aanbad, namelijk Aton, de zonneschijf. Voor zichzelf had hij een belangrijke rol in gedachten, namelijk de tussenpersoon tussen het gewone volk en god. Zijn vrouw Nefertiti was co-regent en heeft na de dood van Achnaton als Smenchkare waarschijnlijk kort over Egypte geregeerd (al zijn de meningen hierover verdeeld).

### Toetanchamon
Haar opvolger Toetanchaton was waarschijnlijk een zoon van een van de bijvrouwen van Achnaton. Later in zijn regering, toen de traditionele religie in ere hersteld werd, veranderde hij zijn naam in Toetanchamon dus met Amon in plaats van Aton erin. Toen Toetanchamon aan de macht kwam, was hij zeven jaar oud en lag de ware macht in handen van Eje en generaal Horemheb.

### Eje
Na de dood van Toetanchamon nam Eje de macht over, al zou hij aanvankelijk mogelijk enkel regent zijn geweest voor Toetanchamons weduwe Anchesenamon. Uit een brief, teruggevonden in de Hettitische hoofdstad Hattusa, blijkt dat Anchesenamon de Hettitische koning Suppiluliuma I had verzocht om een zoon te sturen om het bewind van Egypte over te nemen. Dit verzoek werd met het nodige wantrouwen ontvangen in Hattusa, maar na een gezant te hebben uitgestuurd om de zaak te onderzoeken, stuurde Suppiluliuma inderdaad een van zijn zoons. Maar deze prins Zannanza werd onderweg vermoord, hetgeen mogelijk werd gedaan door strijdkrachten trouw aan generaal Horemheb, wat tot een langdurige strijd met de Hettieten zou leiden.
Eje was echter al oud toen hij de troon besteeg en hij was zich bewust van de ambities van generaal Horemheb. Daarom benoemde hij de militair Nachtmin - mogelijk zijn kleinzoon - tot zijn opvolger. Dit bleek echter voor niets, want nog voor Eje's derde regeringsjaar was Nachtmin al uit de documenten verdwenen (en mogelijk dus gestorven).

### Horemheb
Eje werd opgevolgd door generaal Horemheb, die door de Ramessiden werd beschouwd als de stichter van de 19e dynastie. In zijn Kroningstekst stelde hij dat hij door Horus van Hoet-Nesoe was uitverkozen om koning van Egypte te worden.

## Recenter vondsten
Op 9 februari 2006 werd in de Vallei der Koningen een nieuw tombe gevonden (graf DK 63), daterend van het einde van de 18e dynastie, met een aantal kapotgeslagen sarcofagen en een aantal mummies in een relatief kleine ruimte, indertijd schijnbaar haastig begraven.

## Verder lezen
- B.M. Bryan, The Eighteenth Dynasty before the Amarna Period (c.1550–1352 BC), in I. Shaw (ed.), The Oxford History of Ancient Egypt, Oxford, 2000, pp. 207-264.
- B. Cummings - e.a., Egyptian Historical Records of Later Eighteenth Dynasty, Warminster, 1982-.
- A. Dollinger (trad.), Biography of Ahmose, son of Abana, reshafim.org (2000).
- J.E. Harris - F. Hussien, The Identification of the Eighteenth Dynasty Royal Mummies; A Biological Perspective, in International Journal of Osteoarchaeology 1 (1991), pp. 235-239.
- R. Henry, Synchronized chronology rethinking Middle East antiquity: a simple correction to Egyptian chronology resolves the major problems in biblical and Greek archaeology, New York, 2003, pp. 47-58.
- R.A. Parker, The Sothic Dating of the Twelfth and Eighteenth Dynasties, in J.H. Johnson - E.F. Wente (edd.), Studies in Honor of George R. Hughes, Chicago, 1977, pp. 177–189.
- J.G. Read, Early Eighteenth Dynasty Chronology, in JNES 29 (1970), pp. 1–11.
- D.B. Redford (ed.), A History and Chronology of the Eighteenth Dynasty of Egypt: Seven Studies, Toronto, 1967.
- D.B. Redford, Egypt, Canaan, and Israel in Ancient Times, Princeton, 1992.
- A. Siliotti - R. Bolte - J. Neuschwander, Dal der Koningen. gids over graven en tempels uit het oude Egypte, Noordwijkerhout, 1997.
- https://web.archive.org/web/20080718203031/http://www.bbc.co.uk/history/ancient/egyptians/akhenaten_print.html
- S. Thomas, Ahmose: Liberator of Egypt, New York, 2003.
- https://web.archive.org/web/20080513192942/http://www.bbc.co.uk/history/ancient/egyptians/hatshepsut_print.html (printversie!)
- J. van Dijk, The Amarna Period and the Later New Kingdom (c.1352–1069 BC), in I. Shaw (ed.), The Oxford History of Ancient Egypt, Oxford, 2000, pp. 265-307.